# Daniel Lopes Silva
Daniel Lopes da Silva, também conhecido como Daniel Sobralense (Sobral, 10 de fevereiro de 1983) é um ex-futebolista brasileiro que atuava como meio-campista.

## Carreira
Foi campeão sueco pelo Kalmar FF em 2008, e campeão da Copa da Suécia 2009. Em 2012, transferiu-se para o IFK, pelo qual atuou com a camisa 10, e foi Campeão da Copa da Suécia em 2013.
No Brasil, ainda em 2004, ascendeu com o Fortaleza à Série A do Campeonato Brasileiro.

## Títulos
Fortaleza
- Campeonato Cearense: 2004, 2007, 2015, 2016
- Taça dos Campeões Cearenses: 2016

Parnahyba
- Campeonato Piauiense: 2004

Kalmar
- Campeonato Sueco: 2008
- Supercopa da Suécia: 2009

IFK Göteborg
- Copa da Suécia: 2012–13

Paysandu
- Campeonato Paraense: 2017